# روحاما راز
روحاما راز (عبری: רוחמה רז‎)(زادهٔ ۱۹۵۵ در اورشلیم)، خوانندهٔ اسرائیلی است.

## زندگی‌نامه
راز با نام اصلی روحاما زارگری در اورشلیم به دنیا آمد. والدین او از ایران به اسرائیل مهاجرت کرده بودند و به گفتهٔ خودش، والدینی «مدرن» بودند که «بر صحبت به زبان عبری و حمایت از فرزندانشان تأکید داشتند». او پس از پذیرش در گروه موسیقی نظامی، نام خانوادگی خود را به راز تغییر داد. روحاما در گروه موسیقی فرماندهی مرکزی (להקת פיקוד מרכז) خدمت کرد.
پس از پایان خدمت نظامی، راز در جشنوارهٔ ترانه و موسیقی در سال ۱۹۷۷ (פסטיבל הזמר והפזמון) شرکت کرد و با ترانهٔ «رکفت» رتبهٔ اول را کسب کرد. در سال ۱۹۷۸ نیز در جشنوارهٔ ترانه‌های کودکان (פסטיבל שירי הילדים) با ترانهٔ «یعریت» حضور یافت.
در سال ۱۹۷۹، راز آلبوم «رؤیاها» (חלומות) را منتشر کرد که شامل یکی از بزرگ‌ترین موفقیت‌های انفرادی او با ترانهٔ «رؤیاها» بود. این ترانه توسط راحل شاپیرو نوشته و یائیر کلینگر آهنگسازی شده بود. در همان دوران، او با یکی از اعضای کیبوتص به نام گال اون ازدواج کرد. این زوج بعدها صاحب دو دختر شدند. راز تصمیم گرفت فعالیت موسیقی خود را برای تربیت کودکان خود متوقف کند.
او در اواسط دههٔ ۱۹۸۰ به صحنه بازگشت و آلبوم «جدید در شهر» (חדשה בעיר) را منتشر کرد که در سال ۱۹۸۸ به بازار آمد. پس از آن، آلبوم «در قلب وطن کوچک» (בלב מולדת קטנה) را منتشر کرد که شامل شعری بود که به یاد خواهرش، میریام تسرافی، سروده شده بود. میریام یکی از شانزده قربانی حملهٔ تروریستی اتوبوس شماره ۴۰۵ تل‌آویو به اورشلیم در سال ۱۹۸۹ بود.
در سال ۱۹۹۹، راز در اجرای دو ترانه از گروه راک اسرائیلی کنیسیت هسخل شرکت کرد که در سومین آلبوم این گروه با نام «کنیسیت هسخل» منتشر شد.
در سال ۲۰۰۳، راز آلبوم «تو برای من عزیز هستی» (אתה יקר לי) را منتشر کرد. علاوه بر این، او جایگاه دوم جشنوارهٔ لادینو (که در جشنواره اسرائیل ۲۰۰۴ برگزار شد) را با ترانهٔ «عروس» کسب کرد.
در سال ۲۰۰۷، راز در ضبط ترانهٔ «روح انسان» به همراه بسیاری از هنرمندان اسرائیلی شرکت کرد تا آگاهی‌رسانی دربارهٔ توان‌بخشی روانی را افزایش دهد. در جشنوارهٔ ترانه‌های کودکان اسرائیل در شبانهٔ حنوکا ۲۰۰۷، راز در جایگاه سوم قرار گرفت و با ترانهٔ «روزها را جمع کن» مقام سوم را کسب کرد. در دسامبر ۲۰۰۷، راز آلبوم «قطعه‌ای از آسمان» (פיסת שמיים) را منتشر کرد.
روحاما راز در میان عموم مردم اسرائیل با زادگاه خود، اورشلیم شناخته شده است و بسیاری از ترانه‌های او به اورشلیم اختصاص دارند.